# Перуанський бальзам

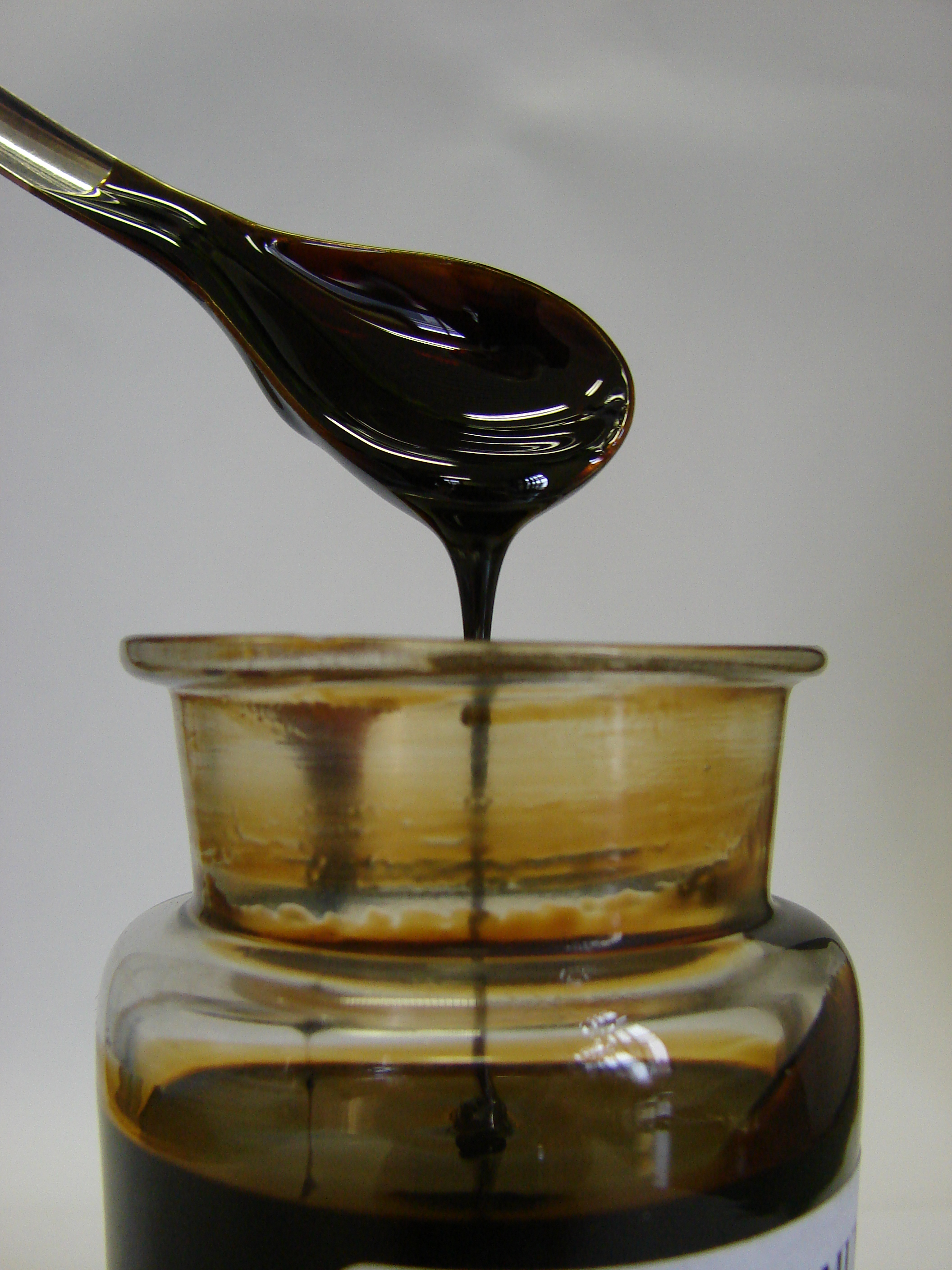
Перуанський бальзам

Бальзам Перу або Перуанський бальзам, також відомий і продається під багатьма іншими назвами, — це бальзам, отриманий з ендемічного виду дерева Myroxylon balsamum var. pereirae, що росте в Сальвадорі.
Перуанський бальзам має солодкуватий аромат та використовується для ароматизації їжі, напоїв, парфумерії, туалетних засобів, а через цілющі властивості — у медицині та фармацевтичних товарах. У деяких випадках перуанський бальзам наводиться на етикетці серед інгредієнтів продукту під однією з інших назв (див. нижче), тому що немає обов'язкової угоди щодо маркування його під однією назвою. Інгредієнти природного походження можуть містити речовини, ідентичні перуанському бальзаму або дуже близькі до нього .
Перуанський бальзам може спричиняти алергічні реакції. Так у ході численних масштабних клінічних досліджень встановлено, що він є одним з п'яти алергенів, які найчастіше викликають реакції під час патч-тесту. Реакція шкіри на перуанський бальзам може проявитися у вигляді запалення, почервоніння, набряку, хворобливості, пухирів, сверблячки, екземи рук, генералізованого або резистентного дерматиту підошви стоп, алергічного контактного дерматиту, а у ротовій порожнині — стоматиту (запалення та біль у ротовій порожнині чи язику), хейліту (запалення, висипання або болюча ерозія губ, слизової оболонки ротоглотки або кутів рота), за умов потрапляння в очі — нежитю та кон'юнктивіту.

## Збір і переробка
Перуанський бальзам отримують використовуючи ганчірки, які вбирають смолу зі стовбура Myroxylon balsamum var. pereirae після видалення смужок кори. Потім ганчір'я кип'ятять і бальзам тоне у воді у вигляді ароматної маслянистої рідини темно-коричневого кольору.

## Композиція
Перуанський бальзам містить близько 25 різних речовин, включаючи циннаїн, коричну кислоту, циннамілциннамат, бензилбензоат, бензойну кислоту та ванілін. Він також містить коричний спирт, коричний альдегід, фарнезол і неролідол. Меншу частину, близько 30-40 %, складають смоли або естери невідомого складу.

## Використання
- ароматизація харчових продуктів і напоїв, таких як:
  - кофеїн — кава, ароматизований чай
  - алкоголь — вино, пиво, джин, лікери, аперитиви (наприклад, вермут, бітер)
  - безалкогольні напої, в тому числі кока-кола
  - сік
  - цитрусові — цедра цитрусових, мармелад
  - помідори — продукти, що містять помідори, мексиканські та італійські страви з червоними соусами, кетчуп
  - спеції, наприклад — гвоздика, ямайський перець (духмяний перець), кориця, мускатний горіх, паприка, карі, аніс, імбир
  - соуси — соус чилі, соус барбекю, чатні
  - квашені овочі — соління
  - солодощі — шоколад, ваніль, хлібобулочні вироби та тістечка, пудинг, морозиво, жувальна гумка, цукерки
- ароматизація у парфумах і туалетних засобах, таких як:
  - парфуми, одеколони, дезодоранти, мило, шампуні, кондиціонери, лосьйони після гоління, косметика, губні помади, креми, лосьйони, мазі, дитячі присипки, сонцезахисні засоби, лосьйони для засмаги
- лікарські засоби:
  - продукти, що продаються без рецепта, супозиторії та мазі від геморою, ліки проти кашлю/пригнічувачі та льодяники, мазі від попрілостей, мазі для порожнини рота та губ, настоянка бензоїну, спрей для ран (було відомо, що він пригнічує Mycobacterium tuberculosis, а також виразку шлунку або дванадцятипалої кишки, яку викликають бактерії H. pylori у дослідженнях in vitro), каламіновий лосьйон, хірургічні пов'язки
  - у стоматології — стоматологічний цемент, евгенол, який використовують стоматологи, деякі пародонтальні відбиткові матеріали, лікування cухої лунки[3][4][10][11][12][13][14][15].
- оптика: прозорість очищеного перуанського бальзаму та його показник заломлення, який складає 1,597, дуже близький за значенням до багатьох лінз, що використовуються в оптиці[16]. Також перуанський бальзам використовують як клей, монтувальне середовище для кріплення зразків на предметне скло для подальшого перегляду під мікроскопом[17][18].

Перуанський бальзам також входить до складу зубної пасти, рідини для полоскання рота, ароматизованого тютюну, засобів для чищення, пестицидів, інсектицидів, освіжувачів повітря та дезодорантів, ароматичних свічок і масляних фарб.

## Алергія
Численні національні та міжнародні дослідження визначили перуанський бальзам одним з п'яти алергенів, які найчастіше викликають реакцію на патч-тест у людей, які звернулись до дерматолога. У 2001 році у результаті популяційного дослідження, виявлено алергією на нього у 3,8% осіб. Багато ароматизаторів і парфуми містять компоненти, ідентичні бальзаму Перу. Це також може викликати почервоніння, набряк, свербіж і пухирі.У людей з алергією на перуанський бальзам або інші хімічно споріднені речовини у разі контакту на шкірі може виникати контактний дерматит або загострення екземи рук. Якщо перуанський бальзам потрапив через порожнину рота може виникнути стоматит (запалення та біль у ротовій порожнині чи язику) та хейліт (запалення, висип або хвороблива ерозія губ, слизової оболонки ротоглотки або кутів рота). У разі його проковтування перуанський бальзам може спричинити свербіж і контактний дерматит у періанальній області, ймовірно, через неабсорбовані речовини в калі. Серед інших проявів алергічних реакцій на перуанський бальзам можуть бути генералізований або резистентний дерматит підошв стоп, риніт і кон'юнктивіт. Описано клінічний випадок у Швейцарії, у якому у жінки з алергією на перуанський бальзам виникла алергія на сперму її хлопця після статевого акту, який до цього випив велику кількість кока-коли.

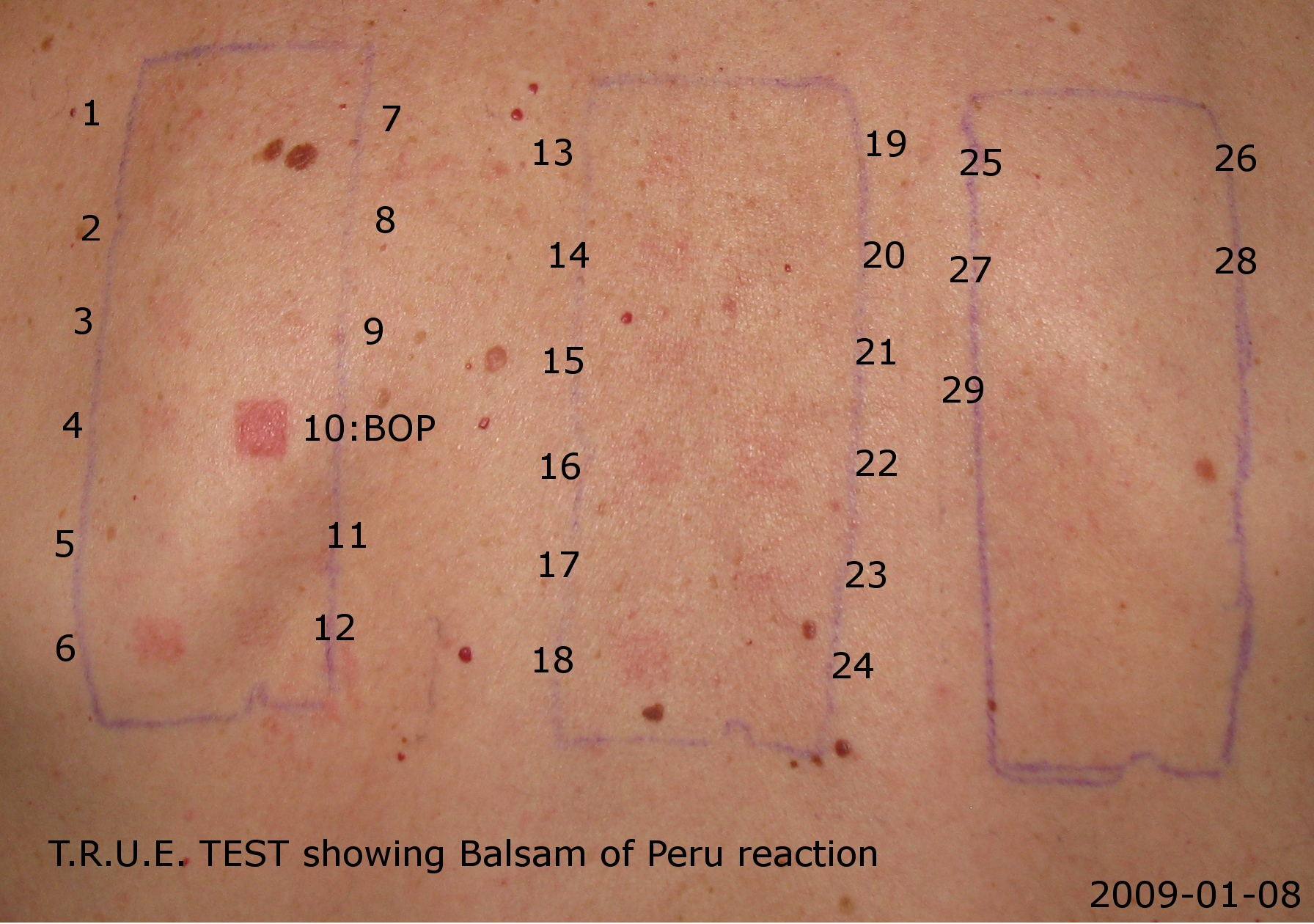
Результат тесту TRUE (Thin-Layer Rapid Use Еpicutaneous) показує сильну реакцію на перуанський бальзам (№ 10) і середню реакцію на стандартну суміш ароматів (№ 6).

Позитивний патч-тест використовується для діагностики алергії на перуанський бальзам. У людини з позитивним результатом патч-тесту може виникати алергічна реакція на певні ароматизатори, ліки та парфумерією та на такі продукти харчування, як спеції, цитрусові та помідори.
Людям з алергією на перуанський бальзам рекомендована дієта, метою якої є невживання продуктів до складу яких входить перуанський бальзам. Інгредієнти природного походження можуть містити речовини, ідентичні перуанському бальзаму або дуже близькі до нього, і можуть викликати такі ж алергічні реакції. У деяких випадках перуанський бальзам зазначено на етикетці серед інгредієнтів продукту під однією з інших назв, але його назва може не вимагатися згідно з обов'язковими умовами маркування (наприклад, у парфумах це може бути просто зазначено «ароматизатор»). Лікарям часто для визначення наявності перуанського бальзаму в продукті доводиться зв'язуватися з виробником продуктів, які використовує пацієнт.
З 1977 року і до сьогодні основним рекомендованим маркером алергії на парфуми є перуанський бальзам. Наявність перуанського бальзаму в косметиці позначається терміном Міжнародної номенклатури косметичних інгредієнтів «Myroxylon pereirae». Через алергічні реакції з 1982 року Міжнародна асоціація парфумерії заборонила використовувати сирий перуанський бальзам як ароматичну суміш, але екстракти та дистиляти використовуються в продуктах до максимального рівня 0,4%, і на них не поширюється обов'язкове маркування .
У березні 2006 року Європейська комісія, Генеральний директорат охорони здоров'я та захисту прав споживачів, Науковий комітет зі споживчих товарів, опублікували висновок щодо перуанського бальзаму. У ньому підтвердили заборону використання сирого перуанського бальзаму як компоненту парфумів через його виражену сенсибілізуючу здатність, але екстракти та дистиляти можуть використовуватися в продуктах до максимального рівня 0,4%.

## Історія
Назва перуанського бальзаму не зовсім вірна. У ранній період іспанського вторгнення в Центральну та Південну Америку бальзам збирали в Центральній Америці та відправляли в Кальяо (порт Ліми) в Перу, а потім до Європи. Він отримав назву «Перу» через транспортування через Перу. Експорт бальзаму до Європи вперше був задокументований у 17 столітті в німецькій фармакопедії. Сьогодні він видобувається кустарним способом та в основному експортується з Сальвадору. Ще одним бальзам, бальзам Толу, видобувається з Myroxylon balsamum var. balsamum інакше.

## Альтернативні імена
Альтернативні назви перуанського бальзаму:
| - balsam Peru - Peru balsam - Peruvian balsam - bálsamo del Perú (Spanish) - balsamum Peruvianim (Latin) - baume du Pérou (French) - baume Péruvien (French) | - baume de San Salvador (French) - black balsam - China oil - Honduras balsam - Indian balsam - Surinam balsam |